# Capricorn Mountain
Der Capricorn Mountain ist ein 2551 m hoher Berg mit einer Schartenhöhe von 303 m im Südwesten der kanadischen Provinz British Columbia, im Squamish-Lillooet Regional District.

## Geographie
Der Capricorn Mountain ist einer der Vulkane des Mount-Meager-Massivs im Garibaldi-Vulkangürtel und gehört damit zu den Kaskaden-Vulkanen. Seine Hänge scheinen sanfter geneigt als die der anderen Vulkane des Massivs. Der Berg besteht aus einem Bumerang-förmigen Grat mit einem Gipfel an jedem Ende und dem Hauptgipfel in der Mitte.